# ایان هیلبرون
ایان هیلبرون (انگلیسی: Ian Heilbron؛ ۱۶ فوریهٔ ۱۸۸۶ – ۱۴ سپتامبر ۱۹۵۹) یک شیمی‌دان اهل بریتانیا بود.